# Иоаннидис, Димитриос
Дими́триос (Дими́трис) Иоанни́дис (греч. Δημήτρης Ιωαννίδης, 13 марта 1923, Афины, Королевство Греция — 16 августа 2010, там же, Греция) — греческий государственный и военный деятель. Член греческой хунты «чёрных полковников» в 1967—1974 и её глава в 1973—1974 годах.

## Биография
Родился в Афинах в семье бизнесмена среднего класса родом из Эпира. Участвовал в Греческой гражданской войне на стороне правительства, позднее служил в концлагере Макронисос, где находились заключённые коммунисты. В 1963 году служил на Кипре.
Принял активное участие в перевороте 21 апреля 1967 года, в результате которого к власти пришёл Георгиос Пападопулос. Возглавил греческую военную полицию, которая при нём стала могущественным органом власти. Ему было присвоено звание полковника (1970) и бригадного генерала (1973).
В 1973 году глава хунты Пападопулос начал проводить довольно непоследовательную политику либерализации. Это, однако, не прибавило ему популярности, зато вызвало опасения среди его соратников. Ещё летом того же года Иоаннидис начал готовить переворот. Воспользовавшись как формальным предлогом студенческими волнениями в ноябре 1973 года, он отстранил от власти Пападопулоса и назначил на пост президента Греции своего земляка Федона Гизикиса, после чего начал проводить политику «закручивания гаек».
При его прямом содействии также был совершён переворот на Кипре 15 июля 1974 года с целью присоединения острова к Греции. Однако переворот вызвал неожиданную для Иоаннидиса реакцию — ввод на Кипр турецких войск и последовавшую за тем кратковременную, но кровопролитную войну с изгнанием греков с северной части острова. В результате возмущения населения в Греции хунта потеряла контроль над управлением и вскоре была формально смещена группой высокопоставленных политиков-республиканцев, к которым в последний момент присоединился и президент Федон Гизикис. К власти был призван бывший премьер Константинос Караманлис.
Иоаннидис был приговорён к смертной казни, позднее приговор был заменён на пожизненное заключение, которое он отбывал до своей смерти в 2010 году.